# Farquhar-Hill
El Farquhar-Hill fue un fusil semiautomático británico diseñado por el coronel Moubray G. Farquhar y el armero Arthur H. Hill, a inicios del siglo XX. 

## Descripción
Era un fusil semiautomático accionado por retroceso largo, con cerrojo rotativo y de calibre 7,70 mm. Era alimentado desde un tambor de 19 cartuchos. Las variantes del tambor incluían uno troncocónico de 10 cartuchos y otro de 65 cartuchos. Su velocidad de boca era de 732 m/s y su alza estaba ajustada hasta 1.370 m. algunos modelos del rifle llevaban acople para una versión acortada experimental de la bayoneta modelo 1907 del rifle Lee-Enfield Mark III
El Farquhar-Hill fue patentado en el Reino Unido en 1908 y en los Estados Unidos en 1909. Su característica clave era un muelle intermedio que almacenaba la energía del retroceso. Al disparar, el cañón retrocedía con el cerrojo cerrado y comprimía el muelle intermedio durante su recorrido. Cuando el cañón empezaba a avanzar, la energía almacenada en el muelle intermedio abría el cerrojo, extrayendo y eyectando el casquillo vacío, además de introducir un nuevo cartucho en la recámara. El principal objetivo era lograr un funcionamiento fiable y suave, pero el diseño era demasiado complejo y poco adecuado para un arma militar. En 1911, Farquhar y Hill revisaron el diseño de su fusil, reemplazando el sistema de retroceso por uno accionado mediante los gases del disparo. El nuevo fusil también empleaba un muelle intermedio para abrir el cerrojo, simplificando su diseño y haciendo que sea potencialmente más preciso y fiable. El diseño fue refinado y probado en varias ocasiones por el Ejército británico. El fusil estaba inicialmente calibrado para el nuevo cartucho ".303 sin pestaña", creado a partir del alargamiento del cuello del casquillo del 7,65 x 54 y montándole una bala británica Mk.VII de 7,70 mm. Este cartucho experimental fue descartado más tarde a cambio del cartucho estándar .303 British.   

## Historia
Después de varias pruebas, incluso pruebas en combate en primera línea y su uso a bordo de aviones de observación, en 1918 el fusil Farquhar-Hill fue considerado adecuado para servicio militar y se emitió una orden oficial para comprar 100.000 fusiles Farquhar-Hill. La designación oficial asignada al modelo militar del Farquhar-Hill en agosto de 1918 era "Fusil, de .303 pulgadas, Modelo 1918". Sin embargo, la guerra terminó antes de haberse asignado las fábricas que lo producirían y en 1919 se canceló su manufactura. 

## Desarrollos posteriores
Durante la década de 1920 e inicios de la década de 1930, Farquhar rediseñó este fusil en una ametralladora ligera alimentada desde tambores insertados sobre el cajón de mecanismos. El Ejército británico probó en varias ocasiones esta ametralladora, llamada Beardmore-Farquhar, pero finalmente la rechazó por diversas razones.